# Stavropol'skij rajon
Lo Stavropol'skij rajon (in russo Ставропольский район?) è un rajon dell'Oblast' di Samara, nella Russia europea; il capoluogo è Togliatti.